# Amphiura princeps
Amphiura princeps är en ormstjärneart som beskrevs av Jean Baptiste François René Koehler 1906. Amphiura princeps ingår i släktet Amphiura och familjen trådormstjärnor. Inga underarter finns listade i Catalogue of Life.